# Stereotelesto
Stereotelesto is een geslacht van koralen uit de familie van de Clavulariidae.

## Soort
- Stereotelesto corallina Duchassaing, 1870